# Ciszterci templom (Eger)

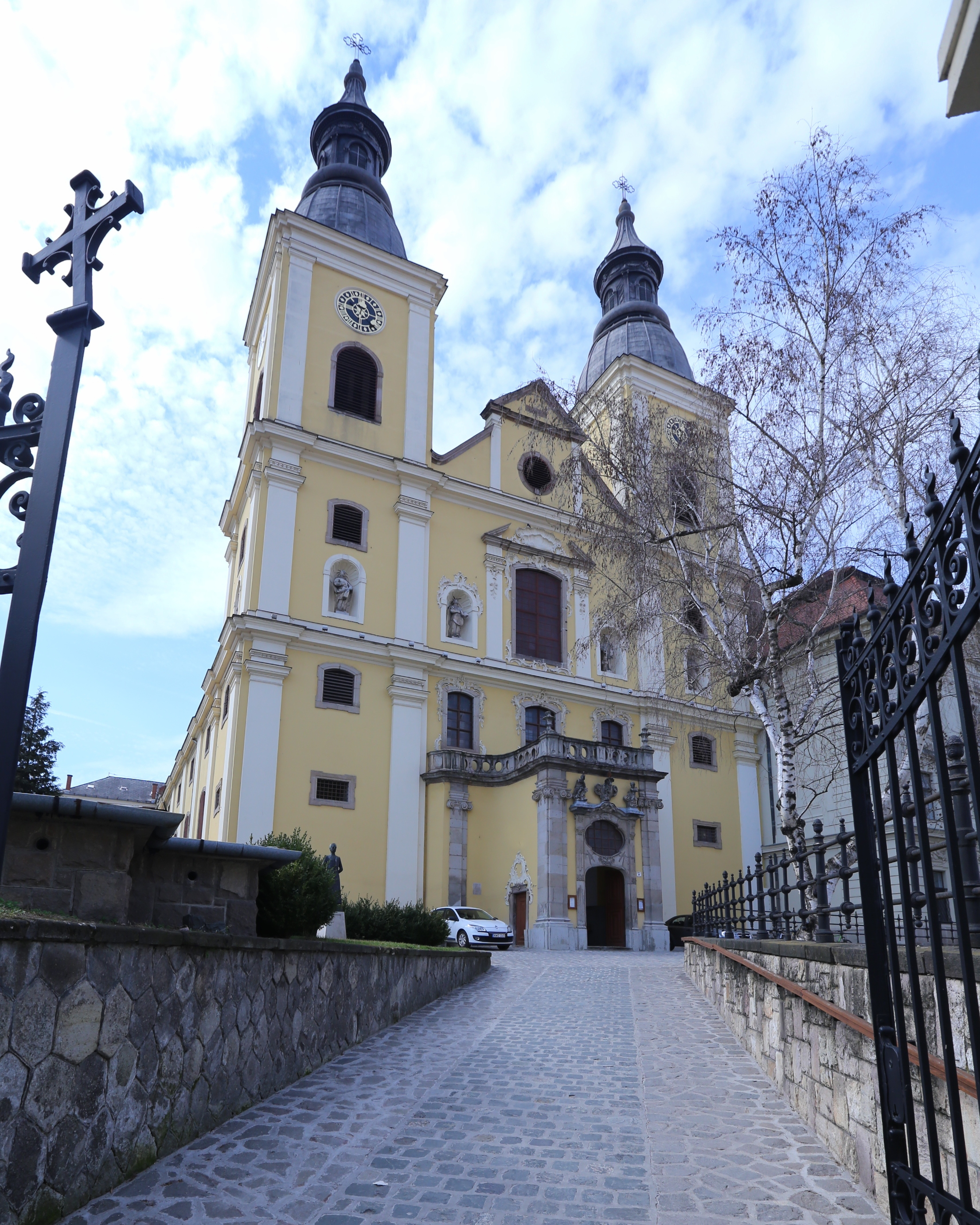

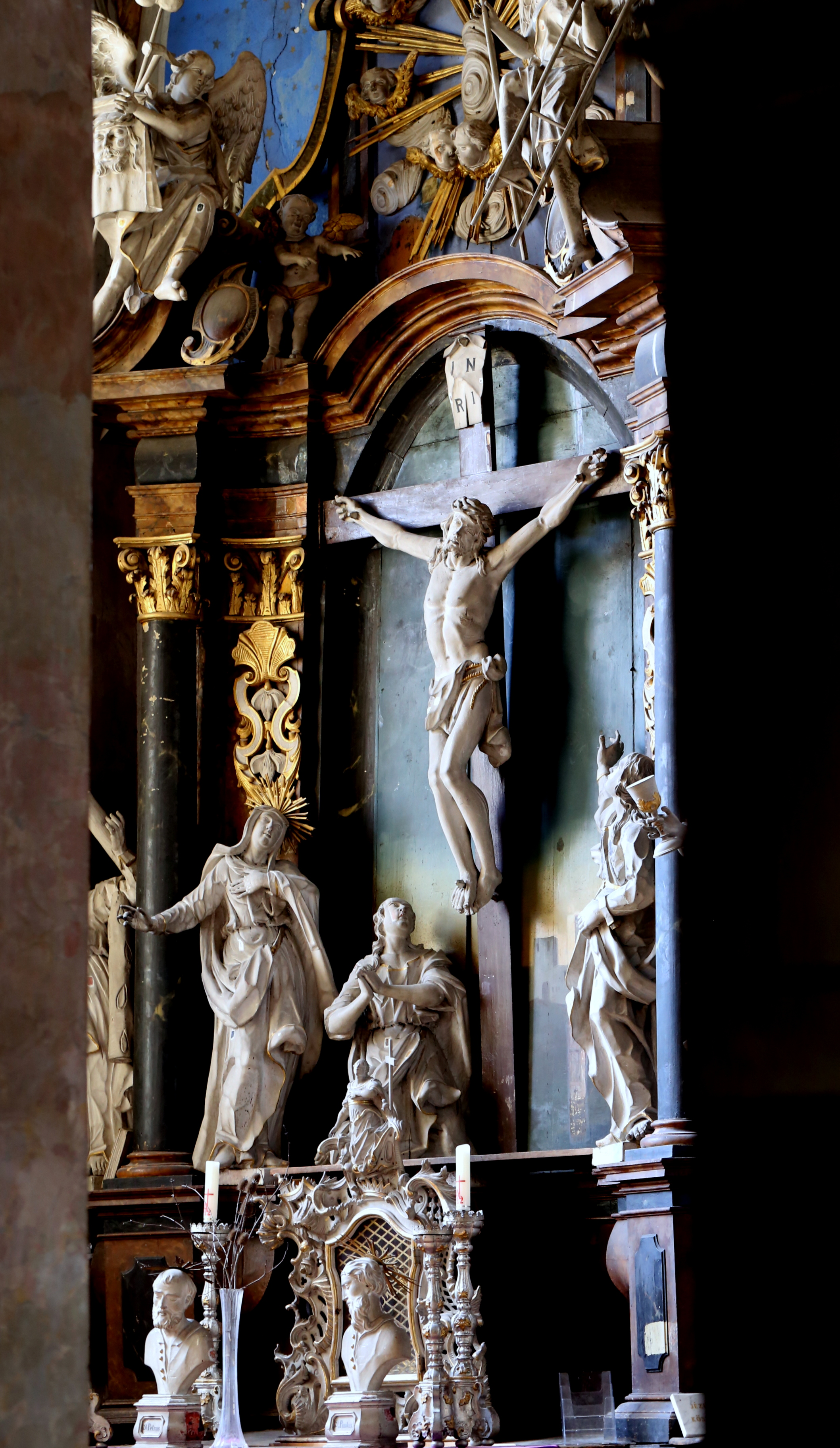
Kálvária mellékoltár

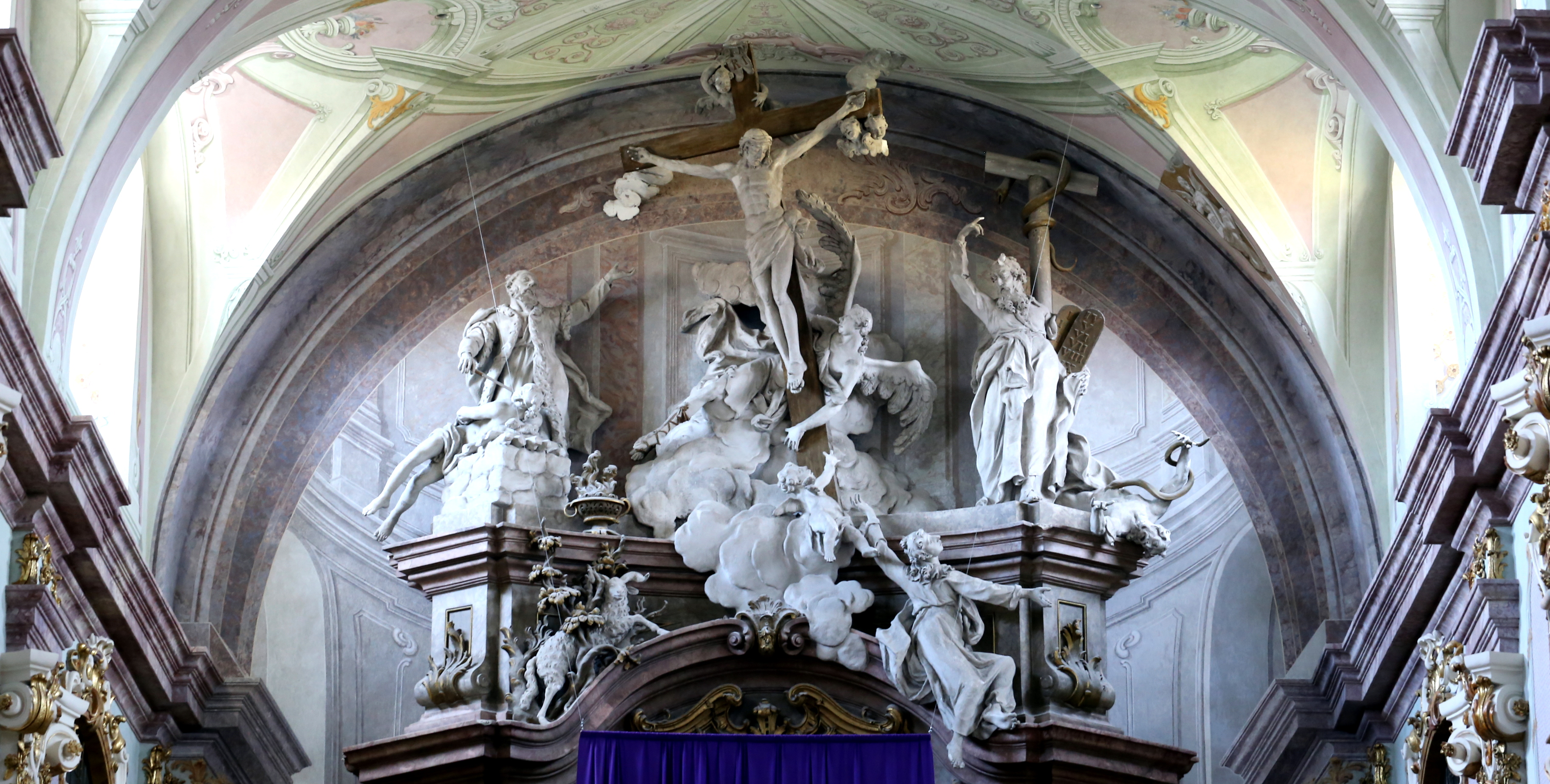
A főoltár felső díszítése

Az egri ciszterci templom (teljes nevén: Szent Bernát Ciszterci Borgia Szent Ferenc templom) a Művészetek Házával szemben, a Széchenyi István u. 15-ben áll.

## Története
Eger 1687. december 17-én szabadult fel a török uralom alól. A mecseteket keresztény templomokká alakították, ekképpen még 1687-ben a jezsuiták is egy egykori mecsetben telepedtek meg (Tatár, 2009). Saját templomuk épületegyüttesét Pethő István jezsuita építész tervezte; alapkövét 1700. július 31-én rakták le, de ekkor csak a rendház építését kezdték el. Az építkezést hamarosan fel kellett függeszteni, mert II. Rákóczi Ferenc csapatai 1705-ben elfoglalták a várost, és a rendnek távoznia kellett, mert pápai bulla tiltotta, hogy a felkelőkhöz csatlakozzanak. A rendházat csaknem három évtizeddel az első kapavágás után, 1727-ben fejezték be, miközben az építkezés vezetését Pethő Istvántól P. Geyer Bernát, majd 1716-ban Giovanni Battista Carlone vette át. A templom építését csak 1730 körül kezdték el, és 1743-ban sikerült azt befejezni.
A templom berendezése is sok időt vett igénybe: csak 1772-ben fejezték be. Egy évvel később a XIV. Kelemen pápa föloszlatta a jezsuita rendet, ezért a szerzeteseknek el kellett hagyniuk az éppen hogy elkészült templomot. Vagyonukat a Magyar Kamara lefoglalta, majd 1776-ban az épületeket és a gimnázium vezetését a pásztói ciszterci apátság kapta meg. 1787-ben II. József császár a többi magyarországi ciszterci apátsággal együtt a pásztóit is föloszlatta, de 1802-ben I. Ferenc király visszaállította, hogy tagjai tovább tanítsanak az egri gimnáziumban.
A templomot először 1792-ben javították, majd az 1800-as nagy tűzvészben a teljes épületegyüttes leégett. 1857-ig még több kisebb természeti csapás után javították, majd 1888-ban restaurálták, illetve 1900-1902 között Alpár Ignác tervei alapján átépítették. Legutóbb 1969-ben újították fel.

## Az épület
Műemlék. Törzsszáma: 2035, KÖH azonosító száma 5578 (helyrajzi száma 4599).
A barokk stílusú épületet az utca vonalától kis, gondozott előkert választja el. A jezsuita rend hagyományai szerint egyhajós, kétoldalt oldalkápolnákkal bővített templom szentélye egyenesen záródik. A kéttornyos homlokzat keletre néz. A hajó tengelyében előcsarnok (1743) a ciszterci címerrel, a két torony között aediculás oromzat. Az előkertben ívesen kialakított kocsifelhajtó, a két bejáratánál ferdén elhelyezett kapuk pillérén szent Mihály, illetve Gábriel arkangyal szobra áll.
A templom homlokzatát díszítő, rokokó stílusú falfülkékben négy jezsuita szent:
- Loyolai Szent Ignác,
- Xavéri Szent Ferenc,
- Régis Szent Ferenc-János,
- Kosztka Szent Szaniszló

szobra látható.
A déli torony délre néző szoborfülkéjét szent Flórián szobra díszíti.
A fiókos dongaboltozattal fedett templomteret kétoldalt négy-négy oldalkápolna bővíti, felettük oratóriummal. A karzat a hajó bejárat felőli oldalán van.

## Berendezése
A főoltár képe az Ószövetségre utalva Ábrahám áldozatát és az Újszövetségből Jézus kereszthalálát ábrázolja — koncepciója szerint Ábrahám áldozata a kereszthalál előképe. Az oltár előterében Borgia Szent Ferenc szobra térdel. Az oltár szarkofág alakú talapzatát az úgynevezett Fekete Mária (Fekete Madonna) kegyképe díszíti (Tatár, 2009).
Az 1744-ben épült Mária-mellékoltár képe a bécsi Burgkapelle kegyképének 18. századi másolata. Állítólag ennek eredetije előtt imádkozott Lipót császár a török kiűzéséért, ezt a képet a török legyőzése egyfajta szimbólumának tekintették, és ezért sokan másolták (Tatár, 2009).
A Szent Alajos-oltár magyar ruhás figurákkal díszített képét Michael József egri mester festette a „színes rokokó” stílusában (ugyanő készítette a bélapátfalvai Szent Imre-oltárt is). Több más mellékoltáron a német rokokó hatása fedezhető fel (Tatár, 2009).
A falképek többségét az 1888-as helyreállításkor festette Bader Károly, illetve Innocent Ferenc. A bútorzat többsége 18. századi; a padok a régence-stílus magyar változatában, az úgynevezett magyar régence-ben készültek (Tatár, 2009). A templomnak egy, 1289 fontos (721,84 kg) harangja van, a déli toronyban. A Vizitáció harangot Eberhard Henrik pesti harangöntő készítette 1830-ban. A harang teljesen eredeti felszerelése mind a mai napig megvan, sikerült átvészelnie a harangátszereléseket és villamosításokat, így az egyik legnagyobb eredeti állapotú 1848 előtti harang az országban. A harang mind a mai napig kézzel szól, de a harangot évtizedek óta nem használják. Eredetileg a 2. legnagyobb volt, a 2577 fontos (1443 kg-os) nagyharangot, valamint három kisebb harangját lefoglalták az első világháborúban, újraöntésükre azóta se került sor. A nagyharang volt az északi torony egyetlen lakója.

## Melléképületek
A templomhoz az É-i oldalon kvadratúrát bezáró kolostor és iskolaépület csatlakozik (trsz.: 2036). A rendházban ma a Gárdonyi Géza Ciszterci Gimnázium és Kollégium működik. Az 1754-ben alapított gimnáziumot azóta többször is átkeresztelték, jelenleg (2009 októberében) Dobó István nevét viseli.

## Működése
Egész évben tartanak esküvőket, de csak szombaton. Ökumenikus szertartáson szinte bármely felekezet papja, lelkésze eskethet.
A nyitvatartási időben egész évben bejelentés nélkül, ingyen látogatható.